# Герб Уганды
Герб Уганды был принят за три недели до провозглашения независимости страны Законодательным советом Уганды. 1 октября 1962 года проект герба был одобрен британским губернатором Уганды сэром Уолтером Каутсом и был официально учрежден законом от 9 октября 1962 года.
Щит и копья представляют готовность угандийских людей защитить свою страну. На щите есть три изображения: волны на вершине щита представляют озеро Виктория и озеро Альберт; солнце в центре символизирует солнечный климат страны; барабан на дне является символом празднеств, собраний и церемоний, на которые народ традиционно созывают ударами в барабан. Барабан также, до правления Милтона Оботе, являлся символом королевской власти.
Справа от щита находится восточный венценосный журавль (Balearica regulorum gibbericeps) — подвид серого журавля, национальная птица Уганды. Слева — угандийская антилопа коб (Kobus kob thomasi), разновидность антилопы коб, символизирующая богатую дикую природу страны.
Щит стоит на зелёной насыпи, представляя плодородную землю, и непосредственно выше изображение реки Нила. Две главные товарные культуры: кофе и хлопок, обрамляют реку. В основании национальный девиз: «За Бога и мою страну».

## Геральдическое описание
Щит
- цвета черни, в районе пояса — солнце, под ним — традиционный барабан цвета золота, обтянутый кожей цвета серебра. Во главе щита — по три волнистых линии цвета лазури и серебра. За щитом — два перекрещенных копья.
- щитодержатели
- слева — угандийская антилопа коб (Kobus kob thomasi) на задних ногах, справа — восточный венценосный журавль, стоящий на одной ноге.
- основание
- травяной холм, по центру которого течёт река. Между ногами антилопы — веточка кофе, между ног журавля — веточка хлопка.